# ایزی-داز-ات
ایزی-داز-ات (به انگلیسی: Eazy-Duz-It) اولین آلبوم استدیویی رپر آمریکایی ایزی-ائی است، که در ۱۳ سپتامبر ۱۹۸۸ توسط "روتلز رکوردز" و"پری او ریتی" منتشر شد. آلبوم توسط دکتر دره و دی جی یلا تولید شد؛ "جانسون بِرچ مایر" منتقد آل میوزیک، بیت های آلبوم را شلوغ و فانکی نقد کرد. متن آهنگ‌ها توسط، "د دی.او.سی"، آیس کیوب و ام سی رن نوشته شده است. در آهنگ «ایزی-داز-ات» که همنام عنوان آلبوم نیز هست، ایزی-ائی درباره خود و سبک زندگی خودش صحبت می کند؛ آهنگ‌های "بچه های محله" و "نه بیشتر؟'s" درباره، زندگی در کامپتون کالیفرنیا و شیوه زندگی گانگستری صحبت می کنند.